# Президентские выборы в Иране (1993)
Президентские выборы 1993 года в Иране состоялись 11 июня 1993, в результате выборов действующий президент Али Акбар Хашеми Рафсанджани был переизбран на второй срок, несмотря на то, что за него проголосовало на 5 миллионов человек меньше, чем на выборах 1989 года.
| Результаты выборов                          | Результаты выборов                   | Результаты выборов           | Результаты выборов | Результаты выборов | Результаты выборов |
| Партия                                      | Партия                               | Кандидат                     | Число голосов      | %                  |                    |
| ------------------------------------------- | ------------------------------------ | ---------------------------- | ------------------ | ------------------ | ------------------ |
|                                             | Ассоциация воинствующего духовенства | Али Акбар Хашеми Рафсанджани | 10,449,933         | 64,0 %             |                    |
|                                             | Независимый                          | Ахмад Тавакколи              | 3,972,201          | 24,3 %             |                    |
|                                             | Исламская коалиционная партия        | Абдулла Джасиби              | 1,511,574          | 9,3 %              |                    |
|                                             | Независимый                          | Раджабали Тахери             | 394,981            | 2,4 %              |                    |
| Всего                                       | Всего                                | Всего                        | 16,328,689         | 100.00 %           | 100.00 %           |
| Явка                                        | Явка                                 | Явка                         | 63 %               | 63 %               | 63 %               |
| Источник: Министерство внутренних дел Ирана |                                      |                              |                    |                    |                    |